# Mensbeeld
Een mensbeeld is een doordachte en samenhangende voorstelling van wat het betekent mens te zijn. Mensbeelden zijn verbonden met (historische bepaalde) filosofische, levensbeschouwelijke of religieuze overtuigingen. Mensbeelden worden ook gebruikt om historische perioden te typeren. Zo kan er generaliserend gesproken worden over het mensbeeld van de middeleeuwen (religieus), de renaissance (individualistisch) of de verlichting (rationalistisch).
Het mensbeeld van de in de achttiende, negentiende en twintigste eeuw tot wasdom gekomen ideologieën anarchisme, socialisme, liberalisme en communisme wordt als positief beschouwd, omdat deze uitgaan van in beginsel niet door de menselijke aard belemmerde ontplooiingsmogelijkheden. Het mensbeeld van christendom en conservatisme is in deze zin negatief, omdat deze levensbeschouwingen uitgaan van in de menselijke natuur aanwezige beperkingen, zoals de erfzonde of het menselijk tekort. Andere tegenstellingen die terugkeren in de constructie van mensbeelden zijn individualistisch-collectivistisch, mechanistisch-spiritueel, dualistisch-monistisch, personalistisch-eclectisch enzovoort.
De mensbeelden van de westerse beschaving zijn eeuwenlang sterk gedomineerd door het christendom. De verlichtingsidealen die opkwamen in de achttiende eeuw en de denkbeelden van denkers als Karl Marx, Charles Darwin en Sigmund Freud hebben een belangrijke invloed gehad op de ontwikkeling van post-christelijke mensbeelden.
De wijsgerige antropologie onderzoekt onder andere de aard en (on)verenigbaarheid van mensbeelden. Een onderdeel van de analyse van letterkundige of artistieke werken is de vaststelling van het mensbeeld waaraan uitbeelding is gegeven.